# Mount Wyatt Earp
Mount Wyatt Earp är ett berg i Antarktis. Det ligger i Västantarktis. Chile gör anspråk på området. Toppen på Mount Wyatt Earp är 2 370 meter över havet.
Terrängen runt Mount Wyatt Earp är kuperad åt nordväst, men åt sydost är den bergig. Trakten är obefolkad. Det finns inga samhällen i närheten.